# Mallee

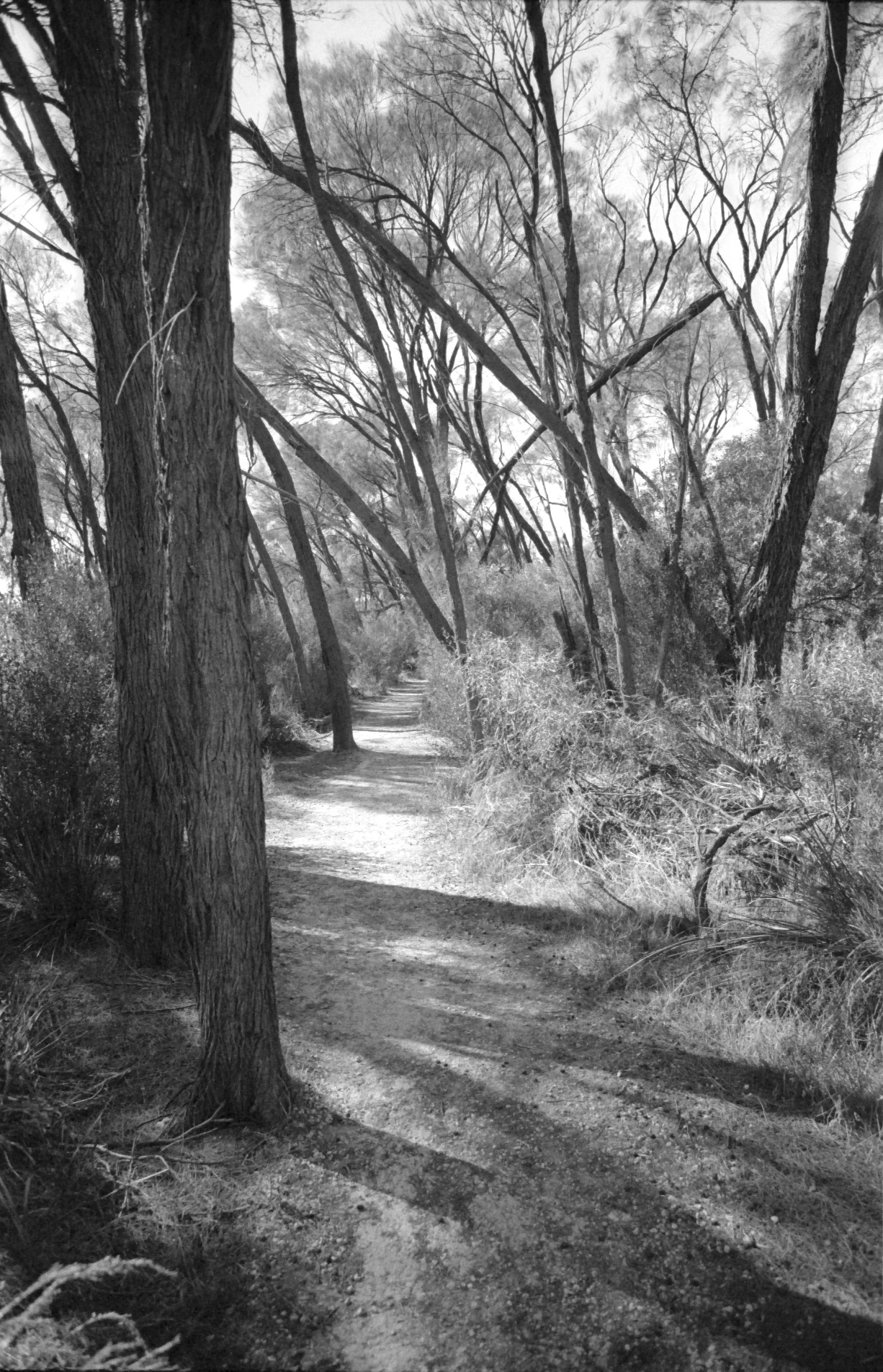
Sub-bosque de árvores e eucaliptos mallee no sul da Austrália Ocidental

Mallee é o hábito de crescimento de certas espécies de eucalipto que crescem com caules múltiplos que saem dum lignotúber subterrâneo, geralmente a uma altura de não mais de dez metros. É mais comum em plantas do gênero Eucalyptus, muitos dos quais crescem naturalmente no hábito mallee. Algumas árvores crescem como monocaules inicialmente, mas, ser for queimado por incêndios florestais, se recupera soltando vários brotos do lignotúber subterrâneo. Também ocorre nos gêneros estreitamente relacionados Corymbia e Angophora. A palavra mallee também pode ser utilizada como substantivo referente a espécies ou plantas individuais da vegetação de hábito mallee.
A vegetação mallee é dominante em todas as áreas semi-áridas da Austrália, com chuvas de inverno confiáveis. Dentro desta área, eles formam extensos sub-bosques e matagais que cobrem mais de 250.000 km². Assim, os sub-bosques e matagais de Mallee são considerados um dos principais grupos de vegetação da Austrália.
Das espécies mallee mais difundidas incluem:
- E. dumosa (Eucalipto Mallee Branco)
- E. socialis (Eucalipto Mallee Branco)
- E. gracilis (Yorrell)
- E. oleosa (Eucalipto Oleoso)
- E. incrassata (Eucalipto de Cume frutífero)
- E. diversifolia (Eucalipto Sabão)

O Faisão de Mallee é uma ave característica deste habitat.
Um exemplo de um mallee numa área de maior precipitação pluvial é o raro Freixo de Mallee de Copa Amarela.